# Mistrzostwa Europy U-21 w Piłce Nożnej 2023 (eliminacje)
Eliminacje do Mistrzostw Europy U-21 w piłce nożnej rozpoczęły się 25 marca 2021, a zakończą się w listopadzie 2022. Eliminacje mają na celu wyłonienie czternastu drużyn, które obok gospodarzy reprezentacji Rumunii oraz Gruzji zagrają w turnieju finałowym. Piłkarze urodzeni po 1 stycznia 2000 roku są dopuszczeni do gry.

## Format eliminacji
Eliminacje toczone są w 8 grupach sześciozespołowych i jednej pięciozespołowej. 9 zwycięzców grup i najlepszy zespół z drugiego miejsca awansują bezpośrednio do turnieju. Pozostałe 8 drużyn z drugich miejsc będzie rywalizowało w dwumeczu, zaplanowanym na listopad 2022 roku.

## Losowanie grup
Do udziału w eliminacjach zgłosiły się 53 federacje krajowe, czyli wszystkie z wyjątkiem: Rumunii i Gruzji, które są gospodarzami turnieju finałowego. Drużyny zostały podzielone na pięć koszyków po dziewięć reprezentacji i jeden koszyk ośmiozespołowy. W pierwszych ośmiu grupach znalazło się po jednej drużynie z koszyków A-F, a w ostatniej tylko drużyny z koszyków A-E. Ze względów politycznych w jednej grupie nie mogły znaleźć się reprezentacje:
- Armenii oraz Azerbejdżanu
- Hiszpanii oraz Gibraltaru
- Bośni i Hercegowiny oraz Kosowa
- Kosowa oraz Serbii
- Kosowa oraz Rosji
- Rosji oraz Ukrainy

Losowanie zostało przeprowadzone dnia 28 stycznia 2021 w Nyonie.
| Koszyk A |
| --- |
| Hiszpania U-21 Niemcy U-21 Francja U-21 Anglia U-21 Włochy U-21 Dania U-21 Portugalia U-21 Holandia U-21 Chorwacja U-21 |

| Koszyk B |
| --- |
| Austria U-21 Polska U-21 Szwecja U-21 Czechy U-21 Belgia U-21 Rosja U-21 Serbia U-21 Szwajcaria U-21 Grecja U-21 |

| Koszyk C |
| --- |
| Słowacja U-21 Islandia U-21 Ukraina U-21 Słowenia U-21 Irlandia U-21 Izrael U-21 Norwegia U-21 Bułgaria U-21 Turcja U-21 |

| Koszyk D |
| --- |
| Szkocja U-21 Macedonia Północna U-21 Bośnia i Hercegowina U-21 Walia U-21 Irlandia Północna U-21 Finlandia U-21 Węgry U-21 Białoruś U-21 Albania U-21 |

| Koszyk E |
| --- |
| Czarnogóra U-21 Kosowo U-21 Litwa U-21 Kazachstan U-21 Mołdawia U-21 Cypr U-21 Wyspy Owcze U-21 Azerbejdżan U-21 Łotwa U-21 |

| Koszyk F |
| --- |
| Luksemburg U-21 Armenia U-21 Malta U-21 Andora U-21 Estonia U-21 Gibraltar U-21 Liechtenstein U-21 San Marino U-21 |

## Faza grupowa
W przypadku równej liczby punktów, zespoły są klasyfikowane według następujących zasad.
1. liczba punktów zdobytych w meczach między tymi drużynami,
2. różnica bramek strzelonych w meczach tych drużyn,
3. bramki zdobyte w meczach tych drużyn,
4. bramki na wyjeździe zdobyte w meczach tych drużyn,
5. jeśli więcej niż dwie drużyny miały identyczny dorobek i po zastosowaniu powyższych zasad wciąż co najmniej dwie drużyny mają identyczny dorobek, powyższe zasady stosuje się ponownie tylko dla zainteresowanych drużyn. Jeśli nie da to rozstrzygnięcia i wciąż dwie drużyny będą miały identyczny dorobek stosuje się zasady poniżej,
6. różnica bramek we wszystkich meczach grupowych,
7. liczba strzelonych bramek we wszystkich meczach grupowych,
8. liczba strzelonych bramek we wszystkich meczach wyjazdowych,
9. liczba wygranych meczów w fazie grupowej,
10. liczba wygranych meczów wyjazdowych w fazie grupowej,
11. liczba kar indywidualnych we wszystkich meczach (1 punkt za żółtą kartkę, 3 punkty za czerwoną kartkę (również tę za dwie żółte kartki)),
12. pozycja w rankingu UEFA.

Legenda do tabelek
- Pkt – liczba punktów
- M – liczba meczów
- W – wygrane
- R – remisy
- P – porażki
- Br+ – bramki zdobyte
- Br- – bramki stracone
- +/- – różnica bramek

### Grupa A
| Reprezentacja    | M  | W | R | P  | Br+ | Br- | +/- | Pkt. |
| ---------------- | -- | - | - | -- | --- | --- | --- | ---- |
| Norwegia U-21    | 10 | 8 | 0 | 2  | 26  | 11  | +15 | 24   |
| Chorwacja U-21   | 10 | 7 | 1 | 2  | 25  | 10  | +15 | 22   |
| Finlandia U-21   | 10 | 6 | 1 | 3  | 18  | 13  | +5  | 19   |
| Austria U-21     | 10 | 5 | 1 | 4  | 22  | 13  | +9  | 16   |
| Azerbejdżan U-21 | 10 | 2 | 1 | 7  | 12  | 24  | -12 | 7    |
| Estonia U-21     | 10 | 0 | 0 | 10 | 0   | 32  | -32 | 0    |

### Grupa B
| Reprezentacja   | M  | W | R | P | Br+ | Br- | +/- | Pkt. |
| --------------- | -- | - | - | - | --- | --- | --- | ---- |
| Niemcy U-21     | 10 | 9 | 0 | 1 | 32  | 9   | +23 | 27   |
| Izrael U-21     | 10 | 6 | 1 | 3 | 19  | 10  | +9  | 19   |
| Polska U-21     | 10 | 5 | 3 | 2 | 26  | 9   | +17 | 18   |
| Węgry U-21      | 10 | 4 | 2 | 4 | 16  | 17  | -1  | 14   |
| Łotwa U-21      | 10 | 2 | 1 | 7 | 5   | 19  | -14 | 7    |
| San Marino U-21 | 10 | 0 | 1 | 9 | 0   | 34  | -34 | 1    |

### Grupa C
| Reprezentacja          | M | W | R | P | Br+ | Br- | +/- | Pkt. |
| ---------------------- | - | - | - | - | --- | --- | --- | ---- |
| Hiszpania U-21         | 8 | 8 | 0 | 0 | 37  | 5   | +32 | 22   |
| Słowacja U-21          | 8 | 5 | 0 | 3 | 18  | 10  | +8  | 15   |
| Irlandia Północna U-21 | 8 | 2 | 1 | 5 | 8   | 18  | -10 | 7    |
| Litwa U-21             | 8 | 2 | 1 | 5 | 7   | 22  | -15 | 7    |
| Malta U-21             | 8 | 2 | 0 | 6 | 10  | 25  | -15 | 6    |
| Rosja U-21             | 0 | 0 | 0 | 0 | 0   | 0   | 0   | 0    |

### Grupa D
| Reprezentacja      | M  | W | R | P  | Br+ | Br- | +/- | Pkt. |
| ------------------ | -- | - | - | -- | --- | --- | --- | ---- |
| Portugalia U-21    | 10 | 9 | 1 | 0  | 41  | 3   | +38 | 28   |
| Islandia U-21      | 10 | 5 | 3 | 2  | 25  | 7   | +18 | 18   |
| Grecja U-21        | 10 | 5 | 2 | 3  | 16  | 10  | +6  | 17   |
| Białoruś U-21      | 10 | 4 | 0 | 6  | 16  | 15  | +1  | 12   |
| Cypr U-21          | 10 | 3 | 2 | 5  | 16  | 16  | 0   | 11   |
| Liechtenstein U-21 | 10 | 0 | 0 | 10 | 0   | 63  | -63 | 0    |

### Grupa E
| Reprezentacja   | M  | W | R | P | Br+ | Br- | +/- | Pkt. |
| --------------- | -- | - | - | - | --- | --- | --- | ---- |
| Holandia U-21   | 10 | 8 | 2 | 0 | 32  | 3   | +29 | 26   |
| Szwajcaria U-21 | 10 | 7 | 2 | 1 | 22  | 6   | +16 | 23   |
| Mołdawia U-21   | 10 | 3 | 3 | 4 | 7   | 12  | -5  | 12   |
| Walia U-21      | 10 | 3 | 2 | 5 | 15  | 14  | +1  | 11   |
| Bułgaria U-21   | 10 | 2 | 4 | 4 | 10  | 11  | -1  | 10   |
| Gibraltar U-21  | 10 | 0 | 1 | 9 | 1   | 41  | -40 | 1    |

### Grupa F
| Reprezentacja             | M  | W | R | P | Br+ | Br- | +/- | Pkt. |
| ------------------------- | -- | - | - | - | --- | --- | --- | ---- |
| Włochy U-21               | 10 | 7 | 3 | 0 | 19  | 5   | +14 | 24   |
| Irlandia U-21             | 10 | 6 | 1 | 3 | 16  | 10  | +6  | 19   |
| Szwecja U-21              | 10 | 5 | 3 | 2 | 22  | 8   | +14 | 18   |
| Czarnogóra U-21           | 10 | 3 | 2 | 5 | 14  | 17  | -3  | 11   |
| Bośnia i Hercegowina U-21 | 10 | 3 | 2 | 5 | 9   | 16  | -7  | 11   |
| Luksemburg U-21           | 10 | 0 | 1 | 9 | 2   | 26  | -24 | 1    |

### Grupa G
| Reprezentacja | M  | W | R | P  | Br+ | Br- | +/- | Pkt. |
| ------------- | -- | - | - | -- | --- | --- | --- | ---- |
| Anglia U-21   | 10 | 8 | 1 | 1  | 26  | 7   | +19 | 25   |
| Czechy U-21   | 10 | 7 | 1 | 2  | 23  | 6   | +17 | 22   |
| Słowenia U-21 | 10 | 4 | 4 | 2  | 11  | 7   | +4  | 16   |
| Kosowo U-21   | 10 | 3 | 3 | 4  | 8   | 13  | -5  | 12   |
| Albania U-21  | 10 | 3 | 1 | 6  | 9   | 17  | -8  | 10   |
| Andora U-21   | 10 | 0 | 0 | 10 | 1   | 28  | -27 | 0    |

### Grupa H
| Reprezentacja           | M  | W | R | P | Br+ | Br- | +/- | Pkt. |
| ----------------------- | -- | - | - | - | --- | --- | --- | ---- |
| Francja U-21            | 10 | 8 | 2 | 0 | 31  | 5   | +26 | 26   |
| Ukraina U-21            | 10 | 7 | 2 | 1 | 20  | 11  | +9  | 23   |
| Serbia U-21             | 10 | 3 | 3 | 4 | 10  | 11  | -1  | 12   |
| Wyspy Owcze U-21        | 10 | 2 | 4 | 4 | 6   | 12  | -6  | 10   |
| Macedonia Północna U-21 | 10 | 2 | 3 | 5 | 8   | 15  | -8  | 9    |
| Armenia U-21            | 10 | 1 | 0 | 9 | 7   | 28  | -21 | 3    |

### Grupa I
| Reprezentacja   | M | W | R | P | Br+ | Br- | +/- | Pkt. |
| --------------- | - | - | - | - | --- | --- | --- | ---- |
| Belgia U-21     | 7 | 6 | 1 | 0 | 14  | 2   | +12 | 19   |
| Dania U-21      | 5 | 3 | 1 | 1 | 5   | 3   | +2  | 10   |
| Turcja U-21     | 6 | 2 | 1 | 3 | 5   | 8   | -3  | 7    |
| Szkocja U-21    | 6 | 1 | 2 | 3 | 5   | 9   | -4  | 5    |
| Kazachstan U-21 | 6 | 0 | 2 | 4 | 4   | 11  | -7  | 1    |

| 4 czerwca 2021 15:00 CET | Kazachstan U-21 · Żumabiek 43' | 1:3(1:2)Raport | Belgia U-21 · Sardella 28' · Onana 45+1' · Openda 75' | Stadion Centralny, Aktobe Sędzia: Kaarlo Oskari Hämäläinen |
|                          |                                |                |                                                       |                                                            |

| 3 września 2021 19:00 CET | Turcja U-21 | 0:3(0:1)Raport | Belgia U-21 · Openda 31', 81' · Vertessen 90+2' | Timsah Arena, Bursa Sędzia: Ádám Farkas |
|                           |             |                |                                                 |                                         |

| 7 września 2021 16:00 CET | Kazachstan U-21 | 0:1(0:0)Raport | Dania U-21 · Bøving 78' | Astana Arena, Astana Sędzia: Dejan Jakimowski |
|                           |                 |                |                         |                                               |

| 7 września 2021 18:30 CET | Turcja U-21 · Destan 75' | 1:1(0:1)Raport | Szkocja U-21 · Middleton 9' | Timsah Arena, Bursa Sędzia: Igor Pajac |
|                           |                          |                |                             |                                        |

| 7 października 2021 20:05 CET | Szkocja U-21 | 0:1(0:1)Raport | Dania U-21 · Isaksen 13' | Tynecastle Stadium, Edynburg Sędzia: Rade Obrenovič |
|                               |              |                |                          |                                                     |

| 8 października 2021 20:00 CET | Belgia U-21 · Openda 31' (k.) · Vertessen 84' (k.) | 2:0(1:0)Raport | Kazachstan U-21 | Stadion Den Dreef, Heverlee Sędzia: Walter Altmann |
|                               |                                                    |                |                 |                                                    |

| 12 października 2021 13:00 CET | Kazachstan U-21 | 0:1(0:1)Raport | Turcja U-21 · Destan 27' | Stadion Szachtior, Karaganda Sędzia: Rohit Saggi |
|                                |                 |                |                          |                                                  |

| 12 października 2021 20:00 CET | Belgia U-21 · Openda 38' | 1:0(1:0)Raport | Dania U-21 | Stadion Den Dreef, Heverlee Sędzia: Atanasios Dzilos |
|                                |                          |                |            |                                                      |

| 12 listopada 2021 20:00 CET | Belgia U-21 · Balikwisha 51' · Van Der Brempt 90+5' (k.) | 2:0(0:0)Raport | Turcja U-21 | Stadion Den Dreef, Heverlee Sędzia: Rob Harvey |
|                             |                                                          |                |             |                                                |

| 12 listopada 2021 20:05 CET | Szkocja U-21 · Fiorini 28' · Middleton 56' | 2:1(1:0)Raport | Kazachstan U-21 · Samorodow 71' | Tannadice Park, Dundee Sędzia: Senir Lewi |
|                             |                                            |                |                                 |                                           |

| 16 listopada 2021 18:00 CET | Turcja U-21 · Bayrakdar 51' | 1:2(0:2)Raport | Dania U-21 · Lindstrøm 4' (k.) · Daramy 21' | Bahçeşehir Okulları Stadyumu, Alanya Sędzia: Peter Bankes |
|                             |                             |                |                                             |                                                           |

| 16 listopada 2021 20:05 CET | Szkocja U-21 | 0:2(0:1)Raport | Belgia U-21 · Openda 40' (k.) · Raskin 87' | Tannadice Park, Dundee Sędzia: Willy Delajod |
|                             |              |                |                                            |                                              |

| 25 marca 2022 20:05 CET | Szkocja U-21 | 0:2(0:1)Raport | Turcja U-21 · Bayır 28' · Welsh (sam.)71' | Tynecastle Park, Edynburg Sędzia: Andrei Chivulete |
|                         |              |                |                                           |                                                    |

| 29 marca 2022 13:00 CET | Kazachstan U-21 · Seidakhmet (k.)71' · Zhumabek 90+5' | 2:2(0:1)Raport | Szkocja U-21 · Graham 25' · Clayton 58' | Almaty Ortalyk Stadion, Almaty Sędzia: Dumitri Muntean |
|                         |                                                       |                |                                         |                                                        |

| 29 marca 2022 20:00 CET | Dania U-21 · Isaksen 37' | 1:1(1:0)Raport | Belgia U-21 · Openda 53' | Arena Herning, Herning Sędzia: Urs Schnyder |
|                         |                          |                |                          |                                             |

| 4 czerwca 2022 15:00 CET | Dania U-21 | –Raport | Kazachstan U-21 | Vejle Stadion, Vejle Sędzia: Genc Nuza |
|                          |            |         |                 |                                        |

| 5 czerwca 2022 16:00 CET | Belgia U-21 | –Raport | Szkocja U-21 | Stayen, Sint-Truiden Sędzia: Georgi Davidov |
|                          |             |         |              |                                             |

| 10 czerwca 2022 CET | Dania U-21 | –Raport | Szkocja U-21 |  |
|                     |            |         |              |  |

| 10 czerwca 2022 CET | Turcja U-21 | –Raport | Kazachstan U-21 |  |
|                     |             |         |                 |  |

| 14 czerwca 2022 CET | Dania U-21 | –Raport | Turcja U-21 |  |
|                     |            |         |             |  |

### Klasyfikacja zespołów z drugich miejsc
Zasady ustalania kolejności w tabeli zespołów z drugich miejsc:
1. Liczba punktów
2. Różnica bramek
3. Liczba strzelonych goli
4. Gole strzelone na wyjeździe
5. Gra fair play w meczach grupowych
6. Losowanie

W przypadku grup sześciozespołowych wyniki osiągnięte w meczach przeciwko drużynie z ostatniego miejsca w tabeli nie będą wliczane do klasyfikacji.
| Grupa | Reprezentacja | M | W | R | P | Br+ | Br- | +/- | Pkt. |
| ----- | ------------- | - | - | - | - | --- | --- | --- | ---- |
| E     | Holandia U-21 | 6 | 4 | 2 | 0 | 15  | 3   | +12 | 14   |
| H     | Ukraina U-21  | 6 | 4 | 1 | 1 | 9   | 7   | +2  | 13   |
| B     | Polska U-21   | 7 | 3 | 3 | 1 | 17  | 7   | +10 | 12   |
| C     | Słowacja U-21 | 7 | 4 | 0 | 3 | 15  | 9   | +3  | 12   |
| F     | Szwecja U-21  | 7 | 3 | 2 | 2 | 12  | 7   | +5  | 11   |
| D     | Grecja U-21   | 6 | 3 | 2 | 1 | 6   | 5   | +1  | 11   |
| G     | Anglia U-21   | 4 | 3 | 1 | 0 | 10  | 3   | +7  | 10   |
| A     | Austria U-21  | 7 | 3 | 1 | 3 | 14  | 10  | +4  | 10   |
| I     | Dania U-21    | 5 | 3 | 1 | 1 | 5   | 3   | +2  | 10   |